# 殷弼 (清朝)
殷弼（?—?），字夢臣，广东人。
舉人出身。明末崇禎年間官至內閣中書，入清后隐居不仕。晚年定居融县长安，開課授徒，其門生尊稱為羊城先生。工於詩，多詠山水之作，如《携诸子登圣山第一峰》：“席毡者谁子，顾安得细草。坐卧堆白云，猿声出夹道。”。